# Svika Pick
Svika Pick (alternativt Tzvika Pik, Tsvika Pick, hebreiska: צביקה פיק), ursprungligen Henrik Zvi Pick, född 3 oktober 1949 i Wrocław, Polen, död 14 augusti 2022 i Ramat HaSharon, var en israelisk popartist och kompositör.

## Biografi
Svika Pick studerade på musikhögskolan i Ramat Gan och började uppträda som 15-åring. Pick var under en tid gift med den israeliska låtskrivaren Mirit Shem-Or, som skrev flera av texterna till Picks hitlåtar, bland annat Mary Lou som handlade om henne själv. Efter skilsmässan fortsatte de att samarbeta. De fick tre barn. Två av döttrarna har framträtt som duon the Pick Sisters.

## Karriär
Svika Pick var en av Israels främsta popartister på 1970-talet, då han även fick utmärkelsen "Israel male singer of the Year". I början av 1970-talet spelade Pick en av huvudrollerna i den hebreiska versionen av Hair.

### Musik
- Shir Ha'frecha (The Bimbo Song), framförd av Ofra Haza i filmen Schlager från 1979.
- Diva, framförd av Dana International för Israels räkning i ESC 1998.
- Hasta la vista, framförd av Oleksandr Ponomaryov för Ukrainas räkning i ESC 2003